# Venom (Marvel Comics)
Venom è un personaggio dei fumetti statunitensi pubblicati da Marvel Comics. Ideato da David Michelinie e Todd McFarlane, il personaggio è un simbionte alieno senziente con una forma amorfa simile a un liquido, che sopravvive legandosi a un ospite, solitamente umano. Questa forma a doppia vita riceve poteri sovrumani e di solito si riferisce a se stessa come "Venom". Il simbionte è stato originariamente introdotto come costume alieno vivente in The Amazing Spider-Man # 252 (maggio 1984), con una prima apparizione completa come Venom in The Amazing Spider-Man # 300 (maggio 1988).
Il primo ospite umano del simbionte Venom fu lo stesso Uomo Ragno, che alla fine scoprì la sua vera natura nefasta e si separò dalla creatura. Il simbionte ha continuato a fondersi con altri ospiti, a cominciare da Eddie Brock, il suo secondo e più noto ospite, con il quale è diventato Venom. Inizialmente uno dei cattivi più pericolosi di Spider-Man, si è in seguito evoluto in una figura antieroica, allontanandosi lentamente dal suo obiettivo iniziale di rovinare la vita all'Uomo Ragno per cercare invece di fare del bene, anche mettendo talvolta da parte le sue divergenze con l'arrampicamuri e collaborando con lui.
Dopo Brock, seguirono numerosi altri ospiti di Venom, tra i quali Mac Gargan, che è stato la principale incarnazione di Venom dal 2005 al 2009, e Flash Thompson, che è diventato il supereroe "Agente Venom" dal 2011 al 2016, prima che Venom tornasse a Brock nel 2017. L'attuale ospite è il figlio biologico di Brock, Dylan. Venom è anche padre di altri simbionti: Scream, Lasher, Phage, Agony, Riot, Mania, Sleeper e, in particolare, Carnage, che diventa il suo arcinemico dopo essersi legato al serial killer Cletus Kasady.
Personaggio ben noto nella cultura popolare, Venom è l'antagonista dell'Uomo Ragno più famoso a non essere introdotto durante il periodo originale di Stan Lee e Steve Ditko. L'incarnazione di Venom di Eddie Brock è considerata da molti come un riflesso oscuro di Spider-Man. Appare come protagonista del film omonimo e dei suoi due sequel: Venom - La furia di Carnage e Venom: The Last Dance, formando così una trilogia.
Venom è stato classificato al 22º posto nella classifica dei 100 più grandi cattivi e antieroi dei fumetti di tutti i tempi di IGN.

## Genesi del personaggio
Lo scrittore David Michelinie e il disegnatore Todd McFarlane sono generalmente accreditati come i creatori del personaggio, sebbene ci siano delle dispute sulla sua paternità. I primi indizi dell'esistenza del personaggio sono forniti nella serie Web of Spider-Man (n. 18, settembre 1986, e n. 24, marzo 1987); la prima apparizione parziale - occultato tra le ombre - è in The Amazing Spider-Man n. 298 ma l'esordio vero e proprio è nel numero successivo - n. 299 (maggio 1988).
La questione su chi abbia creato Venom divenne argomento di contenzioso nel 1993 quando lo scrittore Todd McFarlane scrisse alla rivista specialistica Wizard, che aveva parlato dello stesso Michelinie definendolo co-creatore del personaggio nel n. 17 del gennaio 1993. Nella sua lettera di replica, Michelinie contesta la versione di McFarlane anche se ammette che il personaggio senza di lui non avrebbe ottenuto la popolarità di cui gode; precisò poi che l'esordio del personaggio fu nel n. 18 di Web of Spider-Man (settembre 1986), scritto dallo stesso Michelinie e disegnato da Marc Silvestri, in cui il personaggio - che Michelinie aveva originalmente previsto fosse una donna unita al simbionte alieno - non si vede ma spinge Peter Parker contro un convoglio della metropolitana; inoltre, nel n. 24 della stessa serie, il cui soggetto è sempre di Michelinie, sceneggiato da Len Kaminski e disegnato da Del Barras, il personaggio - sempre non mostrato - sbircia nella stanza di albergo di Peter ed è in grado di tirarlo fuori dalla finestra e in entrambe le occasioni la sua presenza non viene rilevata dal senso di ragno del supereroe. Il personaggio sarebbe rimasto nascosto e inattivo fino a che il supervisore di Amazing Spider-Man, Jim Salicrup, richiese un avversario per il n. 300 della serie e, dopo che Michelinie propose la versione femminile del personaggio, Salicrup la cambiò in quella maschile. Quindi Michelinie ideò l'identità di Eddie Brock.
Stando alle affermazioni di Michelinie la trama per i numeri 298 e 299, così come la caratterizzazione grafica del personaggio, furono ideate e presentate a Salicrup prima che McFarlane venisse assegnato alla testata. Lo scrittore Peter David avvalorò la versione di Michelinie nella sua rubrica sul Comics Buyer's Guide But I Digress del 4 giugno 1993; riferì che Michelinie discusse con lui dell'idea alla base del personaggio all'epoca della sua creazione, dal momento che in quel periodo egli era lo scrittore di Spectacular Spider-Man, in cui scrisse la saga del Mangia Peccati (Sin Eater) da cui sarebbe derivato il retroscena della storia di Eddie Brock molto prima che McFarlane fosse incaricato di disegnare Amazing Spider-Man. Poiché la co-creazione dei personaggi generalmente viene attribuita ai disegnatori che elaborano costume e sembianze dei personaggi o che realizzano la prima apparizione, Venom rappresenta una situazione complessa in quanto il costume della prima apparizione non fu progettato da McFarlane e i soli aspetti della raffigurazione a cui contribuì furono i denti e la lingua. Erik Larsen - che poi si sarebbe unito a McFarlane nella fondazione dell'Image Comics - che prese il posto di McFarlane come disegnatore di Amazing e che aggiunse la bava verde alla raffigurazione di Venom, rispose alla lettera di Michelinie nel n. 23 di Wizard (luglio 1993), disconoscendone il contributo al personaggio, argomentando che Michelinie aveva semplicemente impiegato il pre-esistente simbionte e suoi poteri per collocarli in una caratterizzazione ideata mediocremente, piatta, non credibile e stereotipata. Aggiunse anche che fu l'interpretazione di McFarlane a rendere il personaggio vendibile.
Gli elementi pre-esistenti che hanno a che fare con lo stesso costume alieno simbionte - e non la sua controparte umana - con cui Michelinie non ha nulla a che fare, sono stati notati anche da altri. Il supervisore e autore Jim Shooter ideò il concetto del nuovo costume nero per l'Uomo Ragno, probabilmente influenzato dal costume elaborato per la seconda Donna Ragno/Julia Carpenter. I disegnatori Mike Zeck e Rick Leonardi, allo stesso modo di altri, progettarono il costume nero. L'autore John Byrne asserì sul suo sito web che l'idea per un costume composto di materia biologica in grado di curarsi da sé era una di quelle che aveva partorito quando era il disegnatore di Iron Fist, per spiegare come il costume del personaggio venisse costantemente lacerato e apparentemente riparato nel numero successivo, spiegando che finì per non usare l'idea, ma che Roger Stern più tardi gli chiese se avrebbe potuto usare l'idea per il costume alieno dell'Uomo Ragno. Per contro Stern scrisse il soggetto per il numero in cui appare il costume per la prima volta ma poi lasciò l'albo e furono Tom DeFalco (testi) e Ron Frenz (disegni) che stabilirono che il costume era un essere senziente alieno e inoltre che era vulnerabile alle onde soniche ad alta frequenza durante la loro gestione di The Amazing Spider-Man che precedette quella di Michelinie. Senza tenere in considerazione quanto appena esposto, la posizione di Peter David è che Michelinie è il solo creatore, dal momento che l'idea di creare un personaggio a sé stante usando il simbionte alieno fu di Michelinie stesso, così come l'antefatto di Eddie Brock, e che senza l'idea di creare un personaggio del genere il personaggio stesso non sarebbe mai esistito.
Questa disputa si innescò nel periodo - inizio anni novanta - in cui autori come McFarlane e Larsen stavano assaporando un grande successo e sfruttavano la loro popolarità pubblicando opere di cui detenevano i diritti con la loro nuova società, l'Image Comics, ed è possibile che questo problema sia solo una parte del dibattito più esteso sull'importanza degli scrittori opposta a quella dei disegnatori, incominciato in quell'epoca all'interno dell'industria dei fumetti. Riguardo a chi sia il detentore dei diritti va ricordato che, chiunque sia il creatore, Venom venne realizzato sotto contratto per la Marvel Comics, la quale pertanto resta l'unica titolare dei diritti su di esso.

## Biografia del personaggio
I Simbionti sono una razza immaginaria di parassiti amorfi extraterrestri, che sottomettevano i propri ospiti e li privavano completamente della loro forza vitale, uccidendoli, e uno di essi diede origine a Venom. Inizialmente questo non era violento e spietato come i suoi simili: dopo la sua nascita, infatti, dichiarò al resto della sua specie che avrebbe voluto creare un legame collaborativo con il suo ospite, prendendo da esso solo il necessario per sopravvivere e donandogli le sue conoscenze e abilità, lasciandogli inoltre il pieno controllo. Proprio a causa di questo suo anomalo modo di comportarsi il simbionte fu considerato pazzo ed esiliato sul Battleworld.
Quando l'Arcano organizzò le guerre segrete scelse proprio il pianeta dove era stato esiliato il simbionte come terreno di scontro e, dopo che l'Uomo Ragno si rovinò il costume, venne inviato in una stanza dove si trovava una macchina per ripararlo e inavvertitamente liberò il simbionte dalla gabbia, che si unì a lui come se fosse un costume. Il costume alieno potenziò le facoltà fisiche dell'Uomo Ragno, oltre a conferirgli una resistenza allo strenuo dell'invulnerabilità, un fattore di guarigione più efficace, creare tentacoli in caso di necessità e saper produrre e lanciare le ragnatele anche senza l'ausilio dei suoi vecchi lancia-ragnatele, rendendo l'arrampicamuri praticamente imbattibile. Contento di questa scoperta, Peter Parker lo indossò per tutto il resto delle guerre segrete.
Dopo qualche tempo, l'Uomo Ragno tornò sulla Terra, portando con sé il simbionte, scoprendo altre sue abilità, come poter replicare qualsiasi vestiario volesse. Poco dopo essere tornato alla sua vecchia vita, l'Uomo Ragno ebbe alcune avventure con il simbionte, e cominciò ad accorgersi delle sue abilità troppo "avanzate" e di un cambiamento nella sua personalità. Peter iniziò anche a sentirsi sempre stanco perché a sua insaputa il simbionte lo portava a fare giri di notte mentre Peter in realtà dormiva.
Recatosi da Reed Richards per fargli esaminare il costume, scoprirono che si trattava di un essere vivente che stava fondendo la sua personalità con quella di Peter, sfruttandone i poteri e iniziando a prendere decisioni al posto suo, arrivando anche a essere violento oltre misura; scoperta l'avversione del simbionte per le onde sonore intense, Peter si disfece quindi del costume/alieno grazie a un apparecchio a ultrasuoni di Richards, che lo rinchiuse poi in una campana di vetro. Il simbionte riuscì comunque a fuggire cercando di ricongiungersi con il suo ospite, per cui si camuffò come uno dei costumi abituali di Peter e si unì nuovamente a lui. Come conseguenza della fusione con la mente di Peter, il simbionte è immune al senso di ragno per cui non può essere percepito.
Scoperto in seguito l'inganno del simbionte, Peter iniziò una lotta con l'alieno e, direttosi verso il campanile di una chiesa, sfruttò i rintocchi delle campane per allontanare il simbionte da sé definitivamente; Peter crolla esanime, ma come ultimo gesto di gratitudine verso il suo ospite, il simbionte trascina il corpo privo di sensi al sicuro e dopo aver rivolto un ultimo sguardo, se ne va, conscio di essere stato rifiutato.
L'alieno rimane rifugiato nella chiesa, dove dopo poco tempo incontrò Eddie Brock, un giornalista che odiava a morte l'Uomo Ragno perché lo accusava di avergli rovinato la vita: Eddie aveva intenzione di suicidarsi, ma il simbionte si unì a lui e ai suoi ricordi, trovando nell'odio verso l'Uomo Ragno un fine comune che gli permise di essere completamente accettato dal nuovo ospite.
L'odio di Eddie Brock e la scoperta dei poteri che il simbionte gli donava permisero una fusione priva dei limiti imposti dalla coscienza di Peter Parker: così nacque Venom, un essere altamente letale e, molto probabilmente, il più implacabile e inesorabile nemico che l'Uomo Ragno abbia mai conosciuto. Il suo aspetto era molto simile all'Uomo Ragno col costume nero, dal quale si differenziava per una enorme bocca con denti aguzzi, una lingua lunga, zampe con artigli al posto delle mani e una notevole massa muscolare.
Il carattere di Eddie è dovuto a un'infanzia e un'adolescenza molto tristi perché la madre morì dandolo alla luce e il padre, Carl Brock, si dimostrò sempre freddo e distaccato nei suoi confronti. Il giovane Eddie cercò in tutti i modi di acquistare la fiducia e l'attenzione del padre e, dopo l'università, Eddie, affascinato dal mondo del giornalismo, si trasferì a New York ottenendo un posto da reporter al Daily Bugle; in questi anni riuscì anche a trovare l'amore di una donna, Anne Weying. Alla ricerca del successo Eddie credette di aver trovato lo scoop della sua vita quando casualmente pensò di essere riuscito a entrare in contatto con il famigerato serial killer Mangiapeccati: grazie ai suoi articoli Eddie accrebbe la sua popolarità come giornalista ma la notizia era falsa, in quanto l'Uomo Ragno consegnò alle autorità il vero Mangiapeccati; in seguito a ciò, Brock venne licenziato perdendo la sua reputazione. Anche suo padre, che si era negli ultimi tempi riavvicinato a lui, lo abbandonò definitivamente. L'umiliazione arrivò all'apice quando anche sua moglie decise di lasciarlo, così Eddie, disperato, iniziò a provare grande risentimento per la società che lo aveva ripudiato e soprattutto per l'Uomo Ragno, responsabile di aver smascherato la notizia falsa.
Il simbionte, ancora molto legato all'Uomo Ragno, divenne più violento e sanguinario e riuscì ad alimentare l'odio di Brock, il quale si rinforzò molto nel fisico; l'alieno, inoltre, gli rivelò l'identità segreta dell'Uomo Ragno, mettendo in pericolo la vita di Peter e quella dei suoi familiari. L'ossessione nei confronti dell'Uomo Ragno portò a uno scontro che finì con la sconfitta di Venom e il suo arresto: le autorità, tuttavia, non riuscirono a separare Brock dal simbionte che poté sfruttarne l'abilità per camuffarsi da guardia ed evadere. Brock si costruì quindi un'etica distorta utilizzando come giustificazione per il suo odio gli articoli in cui l'Uomo Ragno veniva descritto come un fuorilegge.
Durante uno dei successivi scontri con l'Uomo Ragno, Venom venne attaccato da Styx, che col suo tocco mortale quasi uccise il simbionte; quando esso si riprese andò a cercare Brock in prigione e si riunì a lui: durante la fuga dal carcere un filamento dell'alieno si staccò dal suo corpo e penetrò nel corpo del suo compagno di cella, il serial killer Cletus Kassady, e da questa unione nacque Carnage, una versione più malvagia e potente di Venom.
Mosso da un distorto codice morale, Venom assunse il ruolo di protettore degli innocenti infliggendo ai criminali punizioni molto severe e impensabili. Alcuni anni dopo Eddie decise di rinunciare al simbionte perché ammalato di cancro allo stadio terminale e lo rivendette in un'asta riservata al mondo criminale: se lo aggiudicò il mafioso Don Fortunato, nella speranza che, con il costume alieno, il figlio Angelo divenisse finalmente un uomo. Purtroppo così non fu e il giovane inetto perse la vita dopo una battaglia con l'Uomo Ragno, quando Venom, reputandolo "indegno" e "patetico", si staccò da lui, facendolo precipitare da un tetto. La creatura aliena, liberatasi del precedente ospite, convinse Mac Gargan/lo Scorpione a entrare in simbiosi con lui; qualche mese più tardi Eddie guarì dal cancro grazie ai poteri di Martin Li, alias Mister Negativo, e durante uno scontro tra Mac Gargan/Venom e l'Uomo Ragno una reazione al tocco del simbionte trasformò Brock nell'Anti-Venom, una altrettanto mostruosa creatura dai colori opposti e che non risente dei punti deboli del simbionte, nonostante ne abbia le stesse capacità, intenzionata a liberare il mondo da Venom, che considera un male. In seguito Venom riesce a sfuggire a Eddie, impedendogli di portare a termine il suo obiettivo e il simbionte viene separato da Mac Gargan.

## Gli ospiti

### Eddie Brock
Il più noto essere umano a essersi legato al simbionte per formare Venom. Brock è dotato di forza eccezionale, ai livelli di un campione olimpico. Inoltre, è abile nel combattimento corpo a corpo e nella caccia ai simbionti ed è anche esperto nell'uso di armi da fuoco e nel mestiere di reporter. Grazie alla sua naturale potenza fisica, una volta unitosi al simbionte, divenne molto più forte dell'Uomo Ragno. Con la loro unione, l'alieno teneva sotto controllo il cancro di Eddie, ma, al contempo, ne danneggiava la già fragile psiche. Inoltre, fintanto che i due restavano in simbiosi, col passare del tempo, per via della peculiare psiche di Brock, la massa muscolare del corpo simbiotico di Venom cresceva enormemente e, con essa, la sua forza. Per lo stesso motivo, il Protettore Letale di Eddie ricevette anche la capacità di emettere una potente tossina dai suoi denti.

### MacDonald Gargan
Per un certo periodo di tempo, anche il supercriminale precedentemente noto come Scorpione si legò al simbionte. Gargan è dotato di forza, resistenza, velocità, agilità e riflessi sovrumani, proporzionali a quelli di uno scorpione, e della capacità di aderire a qualunque superficie solida tramite i palmi delle mani e le piante dei piedi, essendo stato sottoposto a uno speciale esperimento volto a incrociare il suo DNA con quello di uno dei suddetti aracnidi, per cui riesce, tra le altre cose, a sollevare fino a 15 tonnellate. Inoltre, è abile nel combattimento corpo a corpo e nell'investigazione. Grazie alla sua potenza fisica alterata, una volta unitosi al simbionte, risultò molto più forte dell'Uomo Ragno. Con la loro unione, l'alieno teneva sotto controllo il decadimento a cui il corpo di Mac tende ad andare incontro a causa dell'esperimento che gli ha conferito i suoi poteri da scorpione. Inoltre, per via della peculiare psiche di Gargan, il suo Venom ricevette le stesse capacità particolari sviluppate da quello di Eddie Brock, oltre all'abilità di creare un'enorme coda simbiotica prensile, dotata di un pungiglione affilato e in grado di emettere una potente tossina e di lanciare ragnatele.

### Flash Thompson
Per un certo periodo di tempo, anche il veterano Flash Thompson si legò al simbionte, tenendolo sotto controllo tramite appositi medicinali e dando vita all'Agente Venom. La loro simbiosi si fece, col tempo, permanente, al punto che Thompson si ritrovò a non poter più sopravvivere senza il simbionte. Flash è abile nel combattimento corpo a corpo e nell'uso di armi da fuoco. Con la loro unione, l'alieno generava per Thompson un paio di robuste gambe, così da poter sostituire quelle che Flash ha perso nel corso della sua militanza nell'esercito statunitense. A un certo punto, Thompson riuscì addirittura a purificare il simbionte dalla sue sete di sangue, annullando anche la sua dipendenza fisica da esso.
Senza il simbionte, Thompson è solito fare uso di un paio di protesi meccaniche che gli consentono di camminare, correre e saltare normalmente (in passato, ha provato a usare due gambe cibernetiche) e, in missione, si serviva di una moto d'epoca (precedentemente appartenuta a Capitan America) e della speciale Multi-Arma, realizzata per lui da Aaron MacKenzie.

### Lee Price
Il più recente possessore del simbionte. Price dispone di una forza di volontà ai limiti delle possibilità umane, essendo stato sottoposto ad appositi allenamenti quando militava nell'esercito statunitense, per cui ora è estremamente resistente agli attacchi telepatici e può sopraffare completamente la coscienza del simbionte quando i due si trovano in simbiosi. Inoltre, è abile nel combattimento corpo a corpo e nella tattica. Per via della peculiare psiche di Lee, anche il suo Venom ha ricevuto la capacità di emettere una potente tossina dai suoi denti. Nonostante i suoi enormi poteri, il simbionte è suscettibile ad alte temperature e a frequenze sonore particolarmente potenti, che possono danneggiarlo gravemente, benché, negli anni, l'alieno abbia sviluppato una maggiore resistenza a tali fattori. Di recente, Price è stato separato dall'alieno, ricongiuntosi nuovamente con Eddie Brock.
Mary Jane Watson

## Cicli di storie e crossover

### Civil War
Venom (Mac Gargan) si schiera a favore dell'Atto di Registrazione, entrando a far parte di una letale versione dei Thunderbolts creata da Iron Man al fine di catturare i ribelli; in tal modo viene riconosciuto come eroe e non come criminale; si riconcilia quindi con Toxin e insieme a lui affronta Capitan America, venendo sconfitto dai ribelli. Alla fine della missione decide di rimanere nei Thunderbolts ma, essendo terribilmente instabile, spesso rimane estraneo al gruppo e per di più non accetta sempre di seguire gli ordini di Stark. Affronta anche Namor, colpevole in apparenza di aver compiuto atti terroristici sul suolo americano; Venom riesce con un espediente ad abbatterlo e a strappargli due delle quattro piccole ali con cui riusciva a volare, ma Namor lo sconfigge e gli strappa la lingua, che poi Venom rigenererà.

### Dark Reign: Oscuri Vendicatori
Dopo aver ingerito un composto chimico che riduce le dimensioni del simbionte e cela zanne e lingua, dandogli così un aspetto decisamente più umano, Mac Gargan è divenuto l'Uomo Ragno al servizio del governo nella nuova formazione nota come Oscuri Vendicatori agli ordini di Norman Osborn.

### L'ultima tentazione di Eddie Brock
Brock, dopo aver nuovamente tentato il suicidio, viene ricoverato in ospedale. Qui viene perseguitato dalla visione del simbionte procuratagli dalla malattia che vuole spingerlo a uccidere May Parker, ricoverata nello stesso ospedale. Brock riesce però a vincere la volontà del simbionte e non uccide la zia di Peter, tentando poi il suicidio gettandosi da una finestra, ma viene salvato dall'Uomo Ragno.

### Flash Thompson e Spider Island

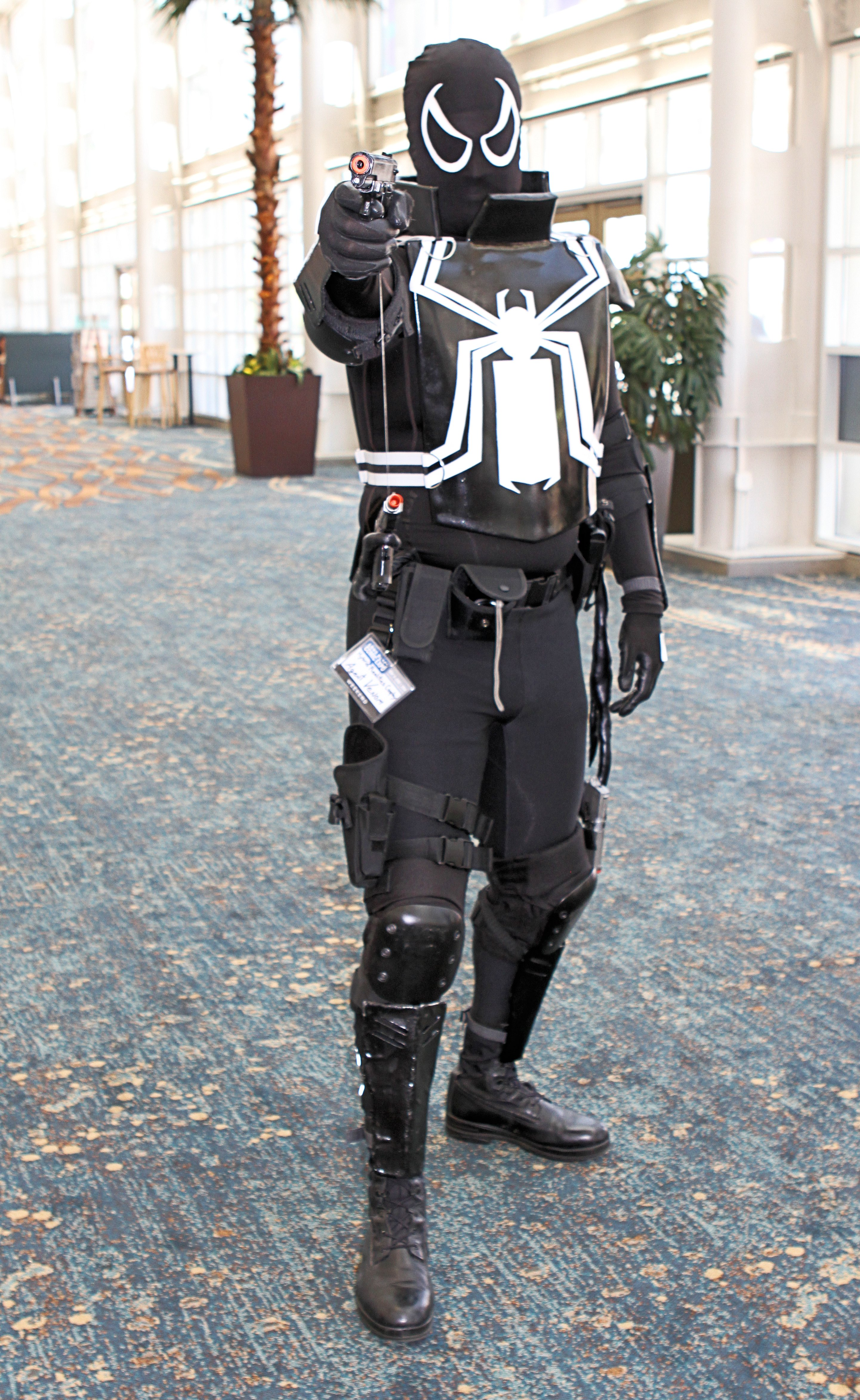
Cosplay dell'Agente Venom.

Il simbionte creò un legame con Flash Thompson, ex presidente del fan club dell'Uomo Ragno e reduce di guerra. Durante una missione Flash sacrifica le proprie gambe per salvare i membri del proprio plotone da un attacco terroristico; tornato a New York viene scelto come candidato per il progetto Rinascita, che attraverso l'innesto temporaneo del simbionte, mira alla creazione di un nuovo soldato per missioni di infiltrazione ad alto rischio. Flash accetta, diventando così il loro Venom personale: un agente super umano mutaforma. Il simbionte dona oltre alla possibilità di cambiare aspetto, anche la possibilità di trasformare gli arti in oggetti utili come bisturi o siringhe. Pur essendo costretto a trattamenti sonici, Thompson sembra riuscire a controllare il simbionte per almeno 48 ore, trascorso questo periodo inizia il processo di simbiosi che ha su di lui lo stesso effetto che aveva su Eddie Brock.
Dopo aver eseguito alcune missioni (nella terra selvaggia e in Europa dove si trova a combattere il nuovo Jack Lanterna) viene inviato a New York per far fronte all'infezione che ha dato super poteri ragneschi alla popolazione di Manhattan. Qui riesce a sconfiggere e catturare il Re Ragno, uno degli scagnozzi dello Sciacallo, e a portarlo in una base militare sui monti Catskill, ma si ritrova suo malgrado in una trappola in quanto dal prigioniero fuoriescono ragni infetti che minacciano l'integrità della base. Pur ritrovandosi separato dal simbionte (per via del trattamento sonico) Flash dà fondo a tutte le sue forze riuscendo a rinchiudere il prigioniero e l'orda di ragni dietro una spessa porta, intanto dentro il simbionte una volta liberatosi prende possesso di un cane addestrato ed inizia a farsi largo per raggiungere il suo ospite.
Una volta riunitosi con Flash il simbionte, o meglio, Venom ingaggia uno scontro con il Re Ragno; intanto nei laboratori della base gli scienziati dopo aver analizzato i campioni di sangue del re scoprono che questi è in realtà Capitan America e ordinano a Venom di catturarlo. Dopo aver rinchiuso nuovamente il prigioniero a Venom viene impartito l'ordine di cambiare forma per assomigliare al Re Ragno e infiltrarsi nella base dello Sciacallo. Qui, insieme a un curato Capitan America, affronta il vero responsabile di Spider Island, la Regina, che si trasforma in un ragno gigante. Partecipa alla battaglia finale contro la Regina e poi ferma Hijacker, criminale che portava disordine in una New York ancora confusa, uccidendolo brutalmente.

### Il Circolo dei Quattro
Giudicandolo troppo pericoloso, Capitan America decide di chiudere il Progetto Rinascita. Flash fugge rocambolescamente con il simbionte e si rifugia a Las Vegas. Qui affronta Hulk Rosso, ex-generale dell'Esercito, che lo considera un disertore e vuole strappargli Venom. Lo scontro tra i due viene però subito interrotto da Cuore Nero, il figlio del diavolo. Cuore Nero usa la nuova Ghost Rider per portare l'Inferno sulla Terra. Grazie al Dottor Strange e a Daimon Hellstrom, tuttavia, il piano fallisce e solo Las Vegas viene invasa dagli inferi. Venom, Hulk, Ghost Rider e X-23, che era nei paraggi, uniscono le forze per affrontare il demone. I quattro vengono uccisi combattendo e finiscono tutti all'Inferno. Il diavolo Mefisto propone però loro un patto: potranno tornare in vita e avere una seconda chance per salvare la Terra, ma resteranno legati a lui e un giorno gli renderanno il favore. Gli antieroi accettano loro malgrado e, sfruttando una fusione delle capacità di Venom, Hulk e Ghost, riescono a sconfiggere finalmente Cuore Nero. Capitan America sopraggiunge subito dopo e, convinto che Flash sia un bravo ragazzo, decide di lasciargli il simbionte e di farlo entrare nei Vendicatori Segreti. Giant-Man e la Bestia provvedono a limitare il simbionte, di modo che non possa prendere il controllo di Flash.

### L'Ora più buia
Superior Spider-Man - la mente del Dottor Octopus nel corpo di Peter Parker - riuscì a sottrarre il simbionte a Flash Thompson. Il simbionte liberato tornò quindi in simbiosi con il corpo di Spider-Man, per poi essere successivamente nuovamente liberato dall'intervento dei Vendicatori. L'alieno tornò quindi da Thompson, andando a formare ancora una volta l'Agente Venom.

## Discendenza

### Carnage
Da Venom discende il simbionte di Cletus Kasady, un assassino seriale compagno di cella di Eddie Brock, il quale venne a contatto con un simbionte, che Venom aveva partorito da poco. I simbionti alieni si riproducono in modo asessuato e così anche Venom il quale ha generato il simbionte Carnage; tuttavia Kasady, a differenza di tutti i simbionti alieni e terrestri, riuscì a prendere completamente il controllo del simbionte, soggiogando la volontà del simbionte alla propria volontà umana.

### Venomiti
Altri discendenti del personaggio nacquero attraverso un esperimento a cui il magnate Roland Treece sottopose Venom dopo averlo attirato in una trappola e avergli estratto a forza parti del simbionte per creare altri simbionti chiamati poi Venomiti. Vennero scelti dei giovani che si prestarono all'esperimento per ospitare nel loro corpo i figli di Venom. I simbionti sono difficili da gestire, e fecero sentire presto la loro influenza. Essi, come Venom, non sfruttavano il corpo dell'ospitante per assorbirgli tutta l'energia vitale, ma l'influenza dei Venomiti nei loro ospitanti è molto più forte di quella che il simbionte Venom ha su Eddie Brock. Tra i Venomiti si distinse come la più forte Scream, una ragazza che affrontò anche l'Uomo Ragno; in preda però all'influenza psicotica del suo simbionte uccise tutti i suoi compagni Venomiti. Ma ciò che non sa è che i simbionti dei compagni uccisi si unirono a Scott Washington, creando il simbionte Hybrid. I Venomiti conosciuti sono Scream, Hybrid, Phage, Riot, Lasher, Agony e Scorn. Hybrid venne poi disgregato e Phage, Lasher, Agony e Riot vennero utilizzati come armi dalla Squadra Speciale Alfa, al servizio del governo. I simbionti tuttavia sono impossibilitati a legarsi con i loro utilizzatori.

### Toxin
Toxin è il primo simbionte che l'Uomo Ragno considera un alleato e il terzo in ordine di apparizione, dopo Venom e Carnage. Si tratta di Patrick Mulligan, un poliziotto in cui Carnage ha innestato un simbionte, nato da lui stesso. La natura benevola del personaggio è in continuo conflitto con le pulsioni di ferocia congenite nel costume simbiotico, ciò malgrado Toxin si comporta da supereroe, combattendo il male. Mister Li dopo la morte di Pat lo ha fatto entrare in simbiosi con Eddie Brock.

### She-Venom
Insieme a Venom, nacque anche She-Venom, versione femminile di Venom, che altri non era che Anne Weying Brock, ex-moglie di Eddie Brock. Era molto forte, ma alla fine impazzì e si suicidò. Ha preso il suo posto Patricia Robertson con un clone del simbionte.
Durante la cattura di Eddie Brock da parte dello S.H.I.E.L.D., Nick Fury e i suoi agenti sono stati attaccati da una nuova versione del simbionte alieno controllato a distanza da Patricia Robertson. Dopo essere fuggito, il nuovo Venom inizia a prendere possesso di alcune persone, riuscendo persino a controllare Wolverine. Poco dopo il Venom controllato da Eddie Brock e quello controllato da Patricia si sono trovati a combattere, ognuno per il proprio scopo: mentre Eddie vuole unirsi al nuovo Venom per raddoppiare la sua forza, Patricia intende distruggere il vecchio Venom affinché il nuovo possa adempiere a una missione ben precisa. A differenza del vecchio Venom, quest'ultimo è di colore grigio.

## Poteri e abilità
Quando è privo di un organismo ospite, il simbionte è in grado di plasmare a piacimento il proprio corpo liquido per allungarsi e deformarsi. Inoltre, è in grado di accedere alla memoria di persone e altri simbionti semplicemente toccandoli e può anche rilevare psichicamente i suoi discendenti, comunicare telepaticamente con i suoi simili e fondersi con essi. Una volta che l'alieno ha trovato un ospite a cui legarsi, ha inizio la simbiosi: essa fonde le coscienze e i ricordi dei due organismi e dà vita a Venom, al quale il simbionte conferisce forza, resistenza, velocità, riflessi e agilità sovrumane, simili a quelle dell'Uomo Ragno. La creatura sviluppa una forza sufficiente, tra le altre cose, a sollevare fino a 70 tonnellate. Il Protettore Letale diviene anche totalmente immune a qualunque tipo di tossina ed agli effetti dell'invecchiamento, estremamente resistente agli attacchi telepatici e capace di sopravvivere anche in assenza di ossigeno, riceve un potente fattore rigenerante e ottiene la capacità di plasmare a piacimento il proprio corpo simbiotico, riuscendo addirittura a modificare radicalmente il proprio aspetto o a rendersi totalmente invisibile. Inoltre, è in grado di generare grandi quantità della materia costituente del simbionte ed è dotato di un'efficace visione notturna e di artigli affilati, di denti aguzzi e di una lunga lingua prensile. Se l'organismo ospite soffre di una qualche malattia, l'alieno ne tiene sotto controllo i sintomi per tutta la durata della loro unione, ma, talvolta, essa può causare effetti collaterali di natura psichica. Inoltre, se l'ospite presenta certe peculiarità psicologiche, esse provocheranno mutazioni nel simbionte, che donerà a Venom abilità specifiche. Per via della sua natura di parassita, l'alieno può accedere al codice genetico dell'organismo ospite, produrre auto-adattamenti alle sue capacità e, tramite la simbiosi, replicare il tutto negli ospiti successivi; ha fatto ciò anche con i poteri di Parker: adesso è immune al suo Senso di Ragno e può trasmettere questa immunità anche a Venom, assieme all'abilità di aderire a qualunque superficie solida tramite i palmi delle mani e le piante dei piedi, alla capacità di lanciare ragnatele dai dorsi delle mani, ha un suo Senso di Ragno e ha la possibilità di rilevare psichicamente Peter. Da quando è stato purificato dalla sua sete di sangue, subito dopo aver lasciato un organismo ospite, per circa 12 ore terrestri, il simbionte è in grado di assumere una forma umanoide completa in maniera autonoma e, sempre per via della sua purificazione, ora può anche comunicare telepaticamente con Cosmo e connettersi alla mente alveare dei Klyntar.

## Altre versioni

### Mangaverse
Nel Marvel Mangaverse la storia di Venom è stata completamente riscritta: è infatti un essere umano e non un simbionte alieno (che in questa storia ha un'origine mistica ed è legato a un amuleto) ed è il cugino di Peter Parker (figlio di zia May e del suo primo marito Shinji) nonché responsabile della morte di zio Ben.

### Ultimate
Le origini del Venom Ultimate non sono aliene: è un costume creato in laboratorio dai padri di Eddie Brock e Peter Parker. Appare per la prima volta nel n. 17 di Ultimate Spider-Man rappresentato allo stato liquido. Fu progettato come cura per il cancro, ovvero doveva stimolare l'organismo a creare la sostanza idonea a distruggere in modo naturale il male che lo affliggeva. I due scienziati erano arrivati alla fase 2, su quattro di quelle previste. A causa di alcune difficoltà legali avevano dovuto interrompere gli esperimenti, ottenendo solo un primo costume composto da una sostanza di cui il DNA non era ancora artificiale, bensì umano. È stato colpito dalla polizia dopo lo scontro con Spider-Man, ma non si sa se sia effettivamente morto, perché il suo corpo non è stato trovato. Successivamente lo si rivedrà in USM 65, nel quale viene mostrato che è sopravvissuto allo scontro con la polizia e che è ancora ossessionato dal cercare Peter Parker. Dopo uno scontro con quest'ultimo, entra in scena Gwen Stacy, la quale ha portato alla luce il simbionte artificiale Carnage ed intraprende una dura lotta con Brock, alla fine della quale quest'ultimo trionferà assorbendo anche il simbionte rosso e trasformandosi in una versione ingigantita del vecchio Venom, più forte che mai, che fugge e non lascia tracce, ma si suppone sia ancora vivo.

### Marvel vs DC
In Marvel contro DC Venom è visto scontrarsi brevemente con Batman, Flash e Quicksilver. In Marvel contro DC II combatté contro Superman dopo aver sconfitto l'Uomo Ragno. Inoltre, in una delle card commercializzate in occasione dell'uscita del crossover, viene fatto scontrare con Lobo.

### Deadpool kills the Marvel universe
Nella saga in cui Deadpool scopre di essere un fumetto e decide di uccidere l'intero Marvel universe, Venom viene mostrato spiaccicato su una campana e quindi morto.

### Marvel 2099
Nella linea temporale Marvel 2099 il nuovo Venom è Kron Stone, un bullo che ha sempre goduto del dolore degli altri: è lui a causare la morte della famiglia di Jake Gallows, che assume l'identità del Punitore 2099 e lo ferisce mortalmente con un coltello abbandonandolo in una fogna. Lì Kron viene trovato dal simbionte, che lo salva fondendosi con lui: il simbionte è mutato nel corso degli anni e possiede nuove abilità in questa linea temporale, come l'abilità di secernere sangue e saliva acidi.

### Hail Hydra (Secret Wars)
In questo universo, dove l'Hydra ha conquistato il mondo, Edward Brock jr. entra a far parte della polizia dell'Hydra dopo essersi fuso con una creatura creata da quest'ultima, Venom.

## Altri media

### Cinema

Venom interpretato da Tom Hardy nell'omonimo film del 2018

- Venom è l'antagonista principale del film Spider-Man 3 (2007), in cui è interpretato da Topher Grace: qui il simbionte arriva sulla Terra in un piccolo meteorite e prima si unisce a Peter Parker, che porta per un certo periodo un costume nero e assume un comportamento molto più aggressivo e arrogante, poi al disonesto fotografo rivale di Parker, Eddie Brock, che diventa Venom. Questa versione del personaggio presenta molte differenze rispetto a quella a fumetti, tra cui un significativo cambiamento di dimensioni (è infatti più o meno della stessa corporatura di Spider-Man, mentre nella versione cartacea è molto più grande) e un carattere completamente diverso, tanto da non esitare ad allearsi con l'Uomo Sabbia e rapire Mary Jane per attirare e uccidere Parker. Per di più non presenta quella distorta moralità che caratterizza il "Protettore Letale" e non vi è inoltre alcun dialogo tra Brock e il simbionte.
  - Nel ventisettesimo film dell'MCU, il Venom di Sam Raimi viene brevemente menzionato da Peter-Due quando Peter-Uno gli domanda quale è stato l'avversario più strano mai affrontato dagli Spider-Man nei loro universi alternativi.
- Nei film del Sony's Spider-Man Universe è interpretato da Tom Hardy ed è doppiato da Adriano Giannini. In questa versione, pur essendo più fedele per carattere e dimensioni alla sua controparte cartacea, è stato completamente reciso il legame tra Venom e Spider-Man e di conseguenza, non gli appare il classico simbolo di ragno bianco sul petto.
  - In Venom (2018) Brock è un giornalista che scopre i segreti dello spietato magnate aerospaziale Carlton Drake e nel farlo entra in contatto con un simbionte di nome Venom, con cui si allea per fermare i folli piani di Drake e del suo compagno simbionte Riot, intenzionato a portare sulla Terra milioni di simbionti dal loro pianeta di origine per creare un mondo nuovo.
  - In Venom - La furia di Carnage (2021), un anno dopo gli eventi del precedente film, Venom continua a coabitare con Eddie mentre lo aiuta a scoprire dove lo psicopatico serial killer Cletus Kasady ha nascosto i corpi delle sue vittime. Quando Kasady successivamente invita Eddie ad assistere alla sua esecuzione, Venom viene provocato ad attaccare Kasady tramite insulti nei confronti di Eddie. Nell'aggressione, Kasady morde la mano di Eddie, ingerendo inconsapevolmente una piccola parte del simbionte, che gli permetterà poi di sfuggire dalla morte diventando un omicida parassita, chiamato Carnage. Intanto Venom, volendo più libertà, si separa da Eddie dopo un litigio, ma poi si riappacificheranno una volta scoperta la minaccia di Carnage, affrontando lui e la sua partner Frances Barrison (Shriek) e sconfiggendoli in un duro scontro finale. Nell'ultima scena dopo i titoli di coda, Venom ed Eddie vengono misteriosamente catapultati nella Terra-199999 da un incantesimo rovinato del Dottor Strange, dove Venom prende subito interesse ad una trasmissione su Spider-Man fino a leccare aggressivamente la faccia del ragazzo nello schermo della TV.
    - Tom Hardy appare nel ruolo del personaggio in un cameo nel film del Marvel Cinematic Universe Spider-Man: No Way Home (2021), dove si scopre che Eddie Brock e il suo compagno simbionte si trovano nell'hotel tropicale in seguito agli eventi del film Venom - La furia di Carnage, facendo domande al barista circa la squadra degli Avengers, gli altri supereroi, Thanos, il Blip ed i recenti eventi che si sono verificati in questo universo. Mentre Eddie decide di andare a New York e incontrarsi con Spider-Man, i due vengono rapidamente trasportati nel loro universo natale dallo stesso incantesimo del Dottor Strange, ma un pezzo del simbionte nero è lasciato inconsapevolmente indietro sul bancone.

  - Il personaggio riappare nuovamente nel film Venom: The Last Dance (2024). Dopo essere ritornati nel loro universo, Eddie e Venom vengono braccati sia da Rex Strickland, un soldato che supervisiona Imperium (un'operazione governativa che ha sito nell'Area 51), sia da delle creature aliene chiamate Xenophage. Quest'ultime sono state inviate sulla Terra da Knull, il creatore dei simbionti, bloccato in una prigione da quest'ultimi e a cui serve una chiave chiamata "Codex" (che solo Venom ha) per potersi liberare. Venom si sacrifica per uccidere gli Xenophage, facendosi sciogliere sotto una pioggia di acido e apparentemente morendo insieme a loro; tuttavia nella scena dopo i titoli di coda, uno scarafaggio sembra essersi fuso con un suo frammento precedentemente perso.

#### Progetti cancellati
- Venom doveva originariamente apparire come protagonista di un film omonimo diretto da David S. Goyer e prodotto da New Line Cinema, in cui avrebbe svolto il ruolo di antieroe, mentre Carnage sarebbe stato l'antagonista. Il progetto non venne mai realizzato, e nel 2007 i diritti cinematografici del personaggio tornarono alla Sony Pictures.[12]
- Uno spin-off di Spider-Man 3 dedicato a Venom venne annunciato nel 2007, ma successivamente annullato.[13]
- Nel marzo 2012, Josh Trank era in trattative per dirigere un film di Venom come spin-off della serie di film di The Amazing Spider-Man. Nel dicembre 2013, Sony annunciò ufficialmente che il film si sarebbe intitolato Venom: Carnage, scritto da Alex Kurtzman, Roberto Orci e Ed Solomon, con Kurtzman anche alla regia. Nel settembre 2014, Kurtzman dichiarò di aver preso in considerazione diverse incarnazioni del personaggio, tra cui Eddie Brock, Anne Weying e Flash Thompson. Il film, assieme agli altri capitoli della saga, venne cancellato.[14]

### Televisione

#### Serie animate
Venom è apparso in cinque serie animate dedicate all'Uomo Ragno:
- Venom compare per la prima volta nella serie animata Spider-Man - L'Uomo Ragno.
- Il personaggio è uno degli antagonisti ricorrenti della serie animata Spider-Man Unlimited.
- Venom è uno dei due antagonisti secondari nella serie animata The Spectacular Spider-Man.
- Il simbionte compare nella serie animata Ultimate Spider-Man. In questa serie è nato dall'alterazione del DNA di Spider-Man da parte del dottor Octopus. Nelle prime due stagioni è Harry Osborn il suo ospite più legato ma dalla terza stagione in poi si unirà a Flash Thompson, avendo trovato in lui l'ospite perfetto, e daranno vita all'Agente Venom.
- Il simbionte è uno dei due antagonisti principali della nuova serie animata Spider-Man.

#### Altre apparizioni
Il personaggio appare anche in un cameo, e in qualche episodio nelle serie animate:
- Il personaggio compare anche nella serie animata Hulk e gli agenti S.M.A.S.H..
- Venom è apparso anche Phineas e Ferb: Missione Marvel.
- Venom compare nell'anime Disk Wars: Avengers.
- Il simbionte compare anche nella serie animata Guardiani della Galassia.

### Videogiochi
Il personaggio è apparso in numerosi videogiochi:
- The Amazing Spider-Man (1990 - Amiga, Commodore 64, Atari ST, Pc)
- Spider-Man: The videogame (1991 - Sega Game Gear, Sega CD)
- The Amazing Spider-Man 2 (1992 - Game Boy)
- Spider-Man and Venom: Maximum Carnage (1994 - Mega Drive, Super Nintendo)
- Spider-Man and Venom: Separation Anxiety (1995 - Mega Drive, Super Nintendo, Pc)
- Marvel vs. Capcom: Clash of Super Heroes (1998 - Dreamcast, PlayStation)
- Spider-Man (2000 - Game Boy Color, PlayStation, Nintendo 64, Dreamcast, Mac, Pc)
- Marvel vs. Capcom 2: New Age of Heroes (2000 - Dreamcast, PlayStation 2, Xbox, Xbox 360, PlayStation 3)
- Ultimate Spider-Man (2005 - GameCube, PlayStation 2, Pc, Xbox, Game Boy Advance, Nintendo DS, Telefono cellulare)
- Marvel Nemesis: L'ascesa degli Esseri Imperfetti (2005 - GameCube, PlayStation 2, Xbox, Pc, Nintendo DS, PSP)
- Marvel: La Grande Alleanza (2006 - Pc, Wii, Xbox, Xbox 360, PSP, PlayStation 2, PlayStation 3, Game Boy Advance)
- Spider-Man 3 (2007 - Pc, Wii, PlayStation 2, PlayStation 3, Game Boy Advance, PSP, Xbox 360, televisione, Telefono cellulare, Nintendo DS)
- Spider-Man: Amici o nemici (2007 - Pc, Wii, Xbox 360, Nintendo DS, PSP, PlayStation 2)
- Spider-Man: Il regno delle ombre (2008 - Pc, Wii, Xbox 360, PlayStation 2, PlayStation 3, PSP, Nintendo DS)
- Marvel: La Grande Alleanza 2 (2009 - Wii, Xbox 360, PlayStation 2, PlayStation 3, PSP, Nintendo DS)
- The Amazing Spider-Man (2012 - Wii, Xbox 360, PlayStation 3, Nintendo DS, Nintendo 3DS). Qui viene fatto riferimento a una misteriosa melma nera trovata su un satellite caduto della Oscorp e usata dal dottor Otto Octavius per creare l'ibrido Scorpione. Si suppone che questa melma nera sia il simbionte.
- Marvel: Avengers Alliance (2013)
- Marvel: Sfida dei campioni (2014)
- LittleBigPlanet (come costume per DLC)
- LEGO Marvel Super Heroes e LEGO Marvel Super Heroes 2 in tre versioni per il gioco libero: Venom 2099, Venom e Ultimate Venom.
- Marvel vs. Capcom: Infinite (2017 - Microsoft Windows, PlayStation 4, Xbox One)
- Marvel's Spider-Man 2 (2023 - PlayStation 5). Qui l'ospite del simbionte è il migliore amico di Peter Parker, Harry Osborn.
- Marvel Snap (iOs - Android)
- Marvel Rivals (2024)

### Internet
In Truth in Journalism, cortometraggio diretto da Joe Lynch, prodotto da Adi Shankar, presentato al Comic-Con e distribuito su YouTube il 1º agosto 2013, Venom è interpretato dall'attore Ryan Kwanten.